# Liga de Campeones de la UEFA 2001-02
La Liga de Campeones de la UEFA 2001-02 fue la 47.ª edición en la historia de la competición. Se disputó entre julio de 2001 y mayo de 2002, con la participación inicial de 72 equipos, representantes de 48 federaciones nacionales diferentes.
La final, a partido único, tuvo lugar el 15 de mayo de 2002 en el estadio Hampden Park de Glasgow, en Escocia. En ella se enfrentaron el Real Madrid y el Bayer Leverkusen. El ganador fue el equipo blanco de «los galácticos» por un marcador de 2-1, llevándose así su novena Copa de Europa. El gol de Zinedine Zidane de volea pasó a ser uno de los más destacados de la competición. Cabe destacar que el equipo alemán llegó a la final después de eliminar a los tres equipos ingleses: Arsenal Football Club en la segunda fase de grupos, Liverpool Football Club en cuartos de final y Manchester United Football Club en semifinales, mientras que el Real Madrid eliminó al Bayern Múnich y al Barcelona.

## Rondas previas de clasificación

### Primera ronda
El sorteo se celebró el 22 de junio del 2001 en Ginebra.
Los duelos se disputaron el 11 y 18 de julio del 2001.
| Local ida        | Resultado | Local vuelta     | Ida | Vuelta |
| ---------------- | --------- | ---------------- | --- | ------ |
| Bohemian         | 3-0       | Levadia Tallinn  | 3-0 | 0-0    |
| Araks Ararat     | 0-3       | Sheriff Tiraspol | 0-1 | 0-2    |
| Valletta         | 0-5       | Haka             | 0-0 | 0-5    |
| Sloga Jugomagnat | (v) 1-1   | Kaunas           | 0-0 | 1-1    |
| Reykjavík        | 2-2 (v)   | Vllaznia         | 2-1 | 0-1    |
| Levski Sofia     | 4-0       | Željezničar      | 4-0 | 0-0    |
| Linfield         | 0-1       | Torpedo Kutaisi  | 0-0 | 0-1    |
| VB Vágur         | 0-5       | Slavia-Mozyr     | 0-0 | 0-5    |
| Barry Town       | 3-0       | Shamkir          | 2-0 | 1-0    |
| F91 Dudelange    | 2-6       | Skonto Riga      | 1-6 | 1-0    |

### Segunda ronda
El sorteo se celebró el 22 de junio del 2001 en Ginebra.
Los duelos se disputaron el 25 de julio y 1 de agosto del 2001.
| Local ida        | Resultado | Local vuelta     | Ida | Vuelta |
| ---------------- | --------- | ---------------- | --- | ------ |
| Bohemian         | 1-4       | Halmstads        | 1-2 | 0-2    |
| Anderlecht       | 6-1       | Sheriff Tiraspol | 4-0 | 2-1    |
| Haka             | 3-1       | Maccabi Haifa    | 0-1 | 3-0    |
| Steaua Bucarest  | 5-1       | Sloga Jugomagnat | 3-0 | 2-1    |
| Shakhtar Donetsk | 4-2       | FC Lugano        | 3-0 | 1-2    |
| Ferencváros      | 0-0 (p)   | Hajduk Split     | 0-0 | 0-0    |
| Galatasaray      | 6-1       | Vllaznia         | 2-0 | 4-1    |
| Levski Sofía     | (v) 1-1   | Brann            | 0-0 | 1-1    |
| Torpedo Kutaisi  | 2-4       | Copenhague       | 1-1 | 1-3    |
| Slavia-Mozyr     | 0-2       | Inter Bratislava | 0-1 | 0-1    |
| Porto            | 9-3       | Barry Town       | 8-0 | 1-3    |
| Omonia Nicosia   | 2-3       | Estrella Roja    | 1-1 | 1-2    |
| Maribor          | 1-6       | Rangers          | 0-3 | 1-3    |
| Skonto Riga      | 1-3       | Wisła Cracovia   | 1-2 | 0-1    |

### Tercera ronda
El sorteo se celebró el 20 de julio del 2001 en Nyon.
Los duelos se disputaron el 7, 8, 21 y 22 de agosto del 2001.
El duelo de vuelta entre Lokomotiv y Tirol se volvió a jugar por error arbitral (el duelo original lo ganó Lokomotiv 1-0)
| Local ida        | Resultado | Local vuelta      | Ida | Vuelta   |
| ---------------- | --------- | ----------------- | --- | -------- |
| Lokomotiv Moscú  | 3-2       | Tirol Innsbruck   | 3-1 | 0-1      |
| Halmstads        | 3-4       | Anderlecht        | 2-3 | 1-1      |
| Haka             | 1-9       | Liverpool         | 0-5 | 1-4      |
| Steaua Bucarest  | 3-5       | Dinamo de Kiev    | 2-4 | 1-1      |
| Shakhtar Donetsk | 1-5       | Borussia Dortmund | 0-2 | 1-3      |
| Slavia Praga     | 1-3       | Panathinaikos     | 1-2 | 0-1      |
| Hajduk Split     | 1-2       | Mallorca          | 1-0 | 0-2 (pr) |
| Galatasaray      | 3-2       | Levski Sofía      | 2-1 | 1-1      |
| Copenhague       | 3-5       | Lazio             | 2-1 | 1-4      |
| Ajax Ámsterdam   | 2-3       | Celtic            | 1-3 | 1-0      |
| Inter Bratislava | 3-7       | Rosenborg         | 3-3 | 0-4      |
| Porto            | 5-4       | Grasshopper       | 2-2 | 3-2      |
| Estrella Roja    | 0-3       | Bayer Leverkusen  | 0-0 | 0-3      |
| Rangers          | 1-2       | Fenerbahçe        | 0-0 | 1-2      |
| Wisła Cracovia   | 3-5       | Barcelona         | 3-4 | 0-1      |
| Parma            | 1-2       | Lille             | 0-2 | 1-0      |

## Fase de grupos
El sorteo se celebró el 23 de agosto del 2001 en Mónaco.

### Grupo A
Tras los atentados del 11S, la UEFA había planteado suspender los partidos programados para ese día; sin embargo, luego se decidió jugar, aunque guardando un minuto de silencio en todos los encuentros. Tras diferentes protestas y presiones políticas, este máximo órgano futbolístico cambió su decisión y aplazó el resto de partidos de Champions y de la Copa de la UEFA.
En España, el partido Roma-Real Madrid se emitió por La 2 porque en La Primera se estaba emitiendo un especial informativo desde las tres de la tarde sobre el atentado de Nueva York.
| Pos. | Equipo          | Pts. | PJ | G | E | P | GF | GC | Dif. | Clasificación                      |
| ---- | --------------- | ---- | -- | - | - | - | -- | -- | ---- | ---------------------------------- |
| 1    | Real Madrid     | 13   | 6  | 4 | 1 | 1 | 13 | 5  | +8   | Acceso a la segunda fase de grupos |
| 2    | Roma            | 9    | 6  | 2 | 3 | 1 | 6  | 5  | +1   | Acceso a la segunda fase de grupos |
| 3    | Lokomotiv Moscú | 7    | 6  | 2 | 1 | 3 | 9  | 9  | 0    | Acceso a la Copa de la UEFA        |
| 4    | Anderlecht      | 3    | 6  | 0 | 3 | 3 | 4  | 13 | −9   |                                    |

 Fuente: [cita requerida]
| Jor. | Fecha            | Estadio                | Local           | Resultado | Visitante       |
| ---- | ---------------- | ---------------------- | --------------- | --------- | --------------- |
| 1    | 11 de septiembre | Olímpico de Roma       | Roma            | 1:2       | Real Madrid     |
| 1    | 11 de septiembre | Estadio Dinamo (Moscú) | Lokomotiv Moscú | 1:1       | Anderlecht      |
| 2    | 19 de septiembre | Santiago Bernabéu      | Real Madrid     | 4:0       | Lokomotiv Moscú |
| 2    | 19 de septiembre | Constant Vanden Stock  | Anderlecht      | 0:0       | Roma            |
| 3    | 26 de septiembre | Olímpico de Roma       | Roma            | 2:1       | Lokomotiv Moscú |
| 3    | 26 de septiembre | Santiago Bernabéu      | Real Madrid     | 4:1       | Anderlecht      |
| 4    | 16 de octubre    | Estadio Dinamo (Moscú) | Lokomotiv Moscú | 0:1       | Roma            |
| 4    | 16 de octubre    | Constant Vanden Stock  | Anderlecht      | 0:2       | Real Madrid     |
| 5    | 24 de octubre    | Santiago Bernabéu      | Real Madrid     | 1:1       | Roma            |
| 5    | 24 de octubre    | Constant Vanden Stock  | Anderlecht      | 1:5       | Lokomotiv Moscú |
| 6    | 30 de octubre    | Olímpico de Roma       | Roma            | 1:1       | Anderlecht      |
| 6    | 30 de octubre    | Estadio Dinamo (Moscú) | Lokomotiv Moscú | 2:0       | Real Madrid     |

### Grupo B
| Pos. | Equipo            | Pts. | PJ | G | E | P | GF | GC | Dif. | Clasificación                      |
| ---- | ----------------- | ---- | -- | - | - | - | -- | -- | ---- | ---------------------------------- |
| 1    | Liverpool         | 12   | 6  | 3 | 3 | 0 | 7  | 3  | +4   | Acceso a la segunda fase de grupos |
| 2    | Boavista          | 8    | 6  | 2 | 2 | 2 | 8  | 7  | +1   | Acceso a la segunda fase de grupos |
| 3    | Borussia Dortmund | 8    | 6  | 2 | 2 | 2 | 6  | 7  | −1   | Acceso a la Copa de la UEFA        |
| 4    | Dinamo de Kiev    | 4    | 6  | 1 | 1 | 4 | 5  | 9  | −4   |                                    |

 Fuente: [cita requerida]
| Jor. | Fecha            | Estadio          | Local             | Resultado | Visitante         |
| ---- | ---------------- | ---------------- | ----------------- | --------- | ----------------- |
| 1    | 11 de septiembre | Anfield Road     | Liverpool         | 1:1       | Boavista          |
| 1    | 11 de septiembre | Olímpico de Kiev | Dinamo Kiev       | 2:2       | Borussia Dortmund |
| 2    | 19 de septiembre | Estádio do Bessa | Boavista          | 3:1       | Dinamo Kiev       |
| 2    | 19 de septiembre | Westfalenstadion | Borussia Dortmund | 0:0       | Liverpool         |
| 3    | 26 de septiembre | Anfield Road     | Liverpool         | 1:0       | Dinamo Kiev       |
| 3    | 26 de septiembre | Estádio do Bessa | Boavista          | 2:1       | Borussia Dortmund |
| 4    | 16 de octubre    | Olímpico de Kiev | Dinamo Kiev       | 1:2       | Liverpool         |
| 4    | 16 de octubre    | Westfalenstadion | Borussia Dortmund | 2:1       | Boavista          |
| 5    | 24 de octubre    | Estádio do Bessa | Boavista          | 1:1       | Liverpool         |
| 5    | 24 de octubre    | Westfalenstadion | Borussia Dortmund | 1:0       | Dinamo Kiev       |
| 6    | 30 de octubre    | Anfield Road     | Liverpool         | 2:0       | Borussia Dortmund |
| 6    | 30 de octubre    | Olímpico de Kiev | Dinamo Kiev       | 1:0       | Boavista          |

### Grupo C
| Pos. | Equipo        | Pts. | PJ | G | E | P | GF | GC | Dif. | Clasificación                      |
| ---- | ------------- | ---- | -- | - | - | - | -- | -- | ---- | ---------------------------------- |
| 1    | Panathinaikos | 12   | 6  | 4 | 0 | 2 | 8  | 3  | +5   | Acceso a la segunda fase de grupos |
| 2    | Arsenal       | 9    | 6  | 3 | 0 | 3 | 9  | 9  | 0    | Acceso a la segunda fase de grupos |
| 3    | Mallorca      | 9    | 6  | 3 | 0 | 3 | 4  | 9  | −5   | Acceso a la Copa de la UEFA        |
| 4    | Schalke 04    | 6    | 6  | 2 | 0 | 4 | 9  | 9  | 0    |                                    |

 Fuente: [cita requerida]
| Jor. | Fecha            | Estadio              | Local         | Visitante     | Resultado |
| ---- | ---------------- | -------------------- | ------------- | ------------- | --------- |
| 1    | 11 de septiembre | Arena AufSchalke     | Schalke 04    | Panathinaikos | 0-2       |
| 1    | 11 de septiembre | Son Moix             | Mallorca      | Arsenal       | 1–0       |
| 2    | 19 de septiembre | Apostolos Nikolaidis | Panathinaikos | Mallorca      | 2-0       |
| 2    | 19 de septiembre | Highbury Park        | Arsenal       | Schalke 04    | 3–2       |
| 3    | 26 de septiembre | Arena AufSchalke     | Schalke 04    | Mallorca      | 0–1       |
| 3    | 26 de septiembre | Apostolos Nikolaidis | Panathinaikos | Arsenal       | 1-0       |
| 4    | 16 de octubre    | Son Moix             | Mallorca      | Schalke 04    | 0-4       |
| 4    | 16 de octubre    | Highbury Park        | Arsenal       | Panathinaikos | 2-1       |
| 5    | 24 de octubre    | Apostolos Nikolaidis | Panathinaikos | Schalke 04    | 2–0       |
| 5    | 24 de octubre    | Highbury Park        | Arsenal       | Mallorca      | 3-1       |
| 6    | 30 de octubre    | Arena AufSchalke     | Schalke 04    | Arsenal       | 3-1       |
| 6    | 30 de octubre    | Son Moix             | Mallorca      | Panathinaikos | 1-0       |

### Grupo D
| Pos. | Equipo        | Pts. | PJ | G | E | P | GF | GC | Dif. | Clasificación                      |
| ---- | ------------- | ---- | -- | - | - | - | -- | -- | ---- | ---------------------------------- |
| 1    | Nantes        | 11   | 6  | 3 | 2 | 1 | 8  | 3  | +5   | Acceso a la segunda fase de grupos |
| 2    | Galatasaray   | 10   | 6  | 3 | 1 | 2 | 5  | 4  | +1   | Acceso a la segunda fase de grupos |
| 3    | PSV Eindhoven | 7    | 6  | 2 | 1 | 3 | 6  | 9  | −3   | Acceso a la Copa de la UEFA        |
| 4    | Lazio         | 6    | 6  | 2 | 0 | 4 | 4  | 7  | −3   |                                    |

 Fuente: [cita requerida]
| Jor. | Fecha            | Estadio               | Local         | Visitante     | Resultado |
| ---- | ---------------- | --------------------- | ------------- | ------------- | --------- |
| 1    | 11 de septiembre | Stade de la Beaujoire | Nantes        | PSV Eindhoven | 4-1       |
| 1    | 11 de septiembre | Ali Sami Yen          | Galatasaray   | Lazio         | 1–0       |
| 2    | 19 de septiembre | Philips Stadion       | PSV Eindhoven | Galatasaray   | 3-1       |
| 2    | 19 de septiembre | Olímpico de Roma      | Lazio         | Nantes        | 1–3       |
| 3    | 26 de septiembre | Stade de la Beaujoire | Nantes        | Galatasaray   | 0–1       |
| 3    | 26 de septiembre | Philips Stadion       | PSV Eindhoven | Lazio         | 1-0       |
| 4    | 16 de octubre    | Ali Sami Yen          | Galatasaray   | Nantes        | 0-0       |
| 4    | 16 de octubre    | Olímpico de Roma      | Lazio         | PSV Eindhoven | 2-1       |
| 5    | 24 de octubre    | Philips Stadion       | PSV Eindhoven | Nantes        | 0–0       |
| 5    | 24 de octubre    | Olímpico de Roma      | Lazio         | Galatasaray   | 1-0       |
| 6    | 30 de octubre    | Stade de la Beaujoire | Nantes        | Lazio         | 1-0       |
| 6    | 30 de octubre    | Ali Sami Yen          | Galatasaray   | PSV Eindhoven | 2-0       |

### Grupo E
| Pos. | Equipo    | Pts. | PJ | G | E | P | GF | GC | Dif. | Clasificación                      |
| ---- | --------- | ---- | -- | - | - | - | -- | -- | ---- | ---------------------------------- |
| 1    | Juventus  | 11   | 6  | 3 | 2 | 1 | 11 | 8  | +3   | Acceso a la segunda fase de grupos |
| 2    | Porto     | 10   | 6  | 3 | 1 | 2 | 7  | 5  | +2   | Acceso a la segunda fase de grupos |
| 3    | Celtic    | 9    | 6  | 3 | 0 | 3 | 8  | 11 | −3   | Acceso a la Copa de la UEFA        |
| 4    | Rosenborg | 4    | 6  | 1 | 1 | 4 | 4  | 6  | −2   |                                    |

 Fuente: [cita requerida]
| Jor. | Fecha            | Estadio            | Local     | Visitante | Resultado |
| ---- | ---------------- | ------------------ | --------- | --------- | --------- |
| 2    | 18 de septiembre | Lerkendal Stadion  | Rosenborg | Oporto    | 1-2       |
| 2    | 18 de septiembre | Estadio delle Alpi | Juventus  | Celtic    | 3–2       |
| 3    | 25 de septiembre | Celtic Park        | Celtic    | Oporto    | 1–0       |
| 3    | 25 de septiembre | Lerkendal Stadion  | Rosenborg | Juventus  | 1-1       |
| 1    | 10 de octubre    | Celtic Park        | Celtic    | Rosenborg | 1-0       |
| 1    | 10 de octubre    | Estádio das Antas  | Oporto    | Juventus  | 0–0       |
| 4    | 17 de octubre    | Estádio das Antas  | Oporto    | Celtic    | 3-0       |
| 4    | 17 de octubre    | Estadio delle Alpi | Juventus  | Rosenborg | 1-0       |
| 5    | 23 de octubre    | Lerkendal Stadion  | Rosenborg | Celtic    | 2–0       |
| 5    | 23 de octubre    | Estadio delle Alpi | Juventus  | Oporto    | 3-1       |
| 6    | 31 de octubre    | Celtic Park        | Celtic    | Juventus  | 4-3       |
| 6    | 31 de octubre    | Estádio das Antas  | Oporto    | Rosenborg | 1-0       |

### Grupo F
| Pos. | Equipo            | Pts. | PJ | G | E | P | GF | GC | Dif. | Clasificación                      |
| ---- | ----------------- | ---- | -- | - | - | - | -- | -- | ---- | ---------------------------------- |
| 1    | Barcelona         | 15   | 6  | 5 | 0 | 1 | 12 | 5  | +7   | Acceso a la segunda fase de grupos |
| 2    | Bayer Leverkusen  | 12   | 6  | 4 | 0 | 2 | 10 | 9  | +1   | Acceso a la segunda fase de grupos |
| 3    | Olympique de Lyon | 9    | 6  | 3 | 0 | 3 | 10 | 9  | +1   | Acceso a la Copa de la UEFA        |
| 4    | Fenerbahçe        | 0    | 6  | 0 | 0 | 6 | 3  | 12 | −9   |                                    |

 Fuente: [cita requerida]
| Jor. | Fecha            | Estadio         | Local            | Visitante        | Resultado |
| ---- | ---------------- | --------------- | ---------------- | ---------------- | --------- |
| 2    | 18 de septiembre | Şükrü Saracoğlu | Fenerbahçe       | Barcelona        | 0-3       |
| 2    | 18 de septiembre | Stade Gerland   | Olympique Lyon   | Bayer Leverkusen | 0–1       |
| 3    | 25 de septiembre | BayArena        | Bayer Leverkusen | Barcelona        | 2–1       |
| 3    | 25 de septiembre | Şükrü Saracoğlu | Fenerbahçe       | Olympique Lyon   | 0-1       |
| 1    | 10 de octubre    | BayArena        | Bayer Leverkusen | Fenerbahçe       | 2-1       |
| 1    | 10 de octubre    | Camp Nou        | Barcelona        | Olympique Lyon   | 2–0       |
| 4    | 17 de octubre    | Camp Nou        | Barcelona        | Bayer Leverkusen | 2-1       |
| 4    | 17 de octubre    | Stade Gerland   | Olympique Lyon   | Fenerbahçe       | 3-1       |
| 5    | 23 de octubre    | Şükrü Saracoğlu | Fenerbahçe       | Bayer Leverkusen | 1–2       |
| 5    | 23 de octubre    | Stade Gerland   | Olympique Lyon   | Barcelona        | 2-3       |
| 6    | 31 de octubre    | BayArena        | Bayer Leverkusen | Olympique Lyon   | 2-4       |
| 6    | 31 de octubre    | Camp Nou        | Barcelona        | Fenerbahçe       | 1-0       |

### Grupo G
| Pos. | Equipo              | Pts. | PJ | G | E | P | GF | GC | Dif. | Clasificación                      |
| ---- | ------------------- | ---- | -- | - | - | - | -- | -- | ---- | ---------------------------------- |
| 1    | Deportivo La Coruña | 10   | 6  | 2 | 4 | 0 | 10 | 8  | +2   | Acceso a la segunda fase de grupos |
| 2    | Manchester United   | 10   | 6  | 3 | 1 | 2 | 10 | 6  | +4   | Acceso a la segunda fase de grupos |
| 3    | Lille               | 6    | 6  | 1 | 3 | 2 | 7  | 7  | 0    | Acceso a la Copa de la UEFA        |
| 4    | Olympiacos          | 5    | 6  | 1 | 2 | 3 | 6  | 12 | −6   |                                    |

 Fuente: [cita requerida]
| Jor. | Fecha            | Estadio              | Local                  | Visitante              | Resultado |
| ---- | ---------------- | -------------------- | ---------------------- | ---------------------- | --------- |
| 2    | 18 de septiembre | Riazor               | Deportivo de La Coruña | Olympiacos             | 2-2       |
| 2    | 18 de septiembre | Old Trafford         | Manchester United      | Lille                  | 1–0       |
| 3    | 25 de septiembre | Lille Metropole      | Lille                  | Olympiacos             | 3–1       |
| 3    | 25 de septiembre | Riazor               | Deportivo de La Coruña | Manchester United      | 2-1       |
| 1    | 10 de octubre    | Lille Metropole      | Lille                  | Deportivo de La Coruña | 1-1       |
| 1    | 10 de octubre    | Georgios Karaiskakis | Olympiacos             | Manchester United      | 0–2       |
| 4    | 17 de octubre    | Georgios Karaiskakis | Olympiacos             | Lille                  | 2-1       |
| 4    | 17 de octubre    | Old Trafford         | Manchester United      | Deportivo de La Coruña | 2-3       |
| 5    | 23 de octubre    | Riazor               | Deportivo de La Coruña | Lille                  | 1–1       |
| 5    | 23 de octubre    | Old Trafford         | Manchester United      | Olympiacos             | 3-0       |
| 6    | 31 de octubre    | Lille Metropole      | Lille                  | Manchester United      | 1-1       |
| 6    | 31 de octubre    | Georgios Karaiskakis | Olympiacos             | Deportivo de La Coruña | 1-1       |

### Grupo H
| Pos. | Equipo           | Pts. | PJ | G | E | P | GF | GC | Dif. | Clasificación                      |
| ---- | ---------------- | ---- | -- | - | - | - | -- | -- | ---- | ---------------------------------- |
| 1    | Bayern Múnich    | 14   | 6  | 4 | 2 | 0 | 14 | 5  | +9   | Acceso a la segunda fase de grupos |
| 2    | Sparta Praga     | 11   | 6  | 3 | 2 | 1 | 10 | 3  | +7   | Acceso a la segunda fase de grupos |
| 3    | Feyenoord        | 5    | 6  | 1 | 2 | 3 | 7  | 14 | −7   | Acceso a la Copa de la UEFA        |
| 4    | Spartak de Moscú | 2    | 6  | 0 | 2 | 4 | 7  | 16 | −9   |                                    |

 Fuente: [cita requerida]
| Jor. | Fecha            | Estadio            | Local            | Visitante        | Resultado |
| ---- | ---------------- | ------------------ | ---------------- | ---------------- | --------- |
| 2    | 18 de septiembre | Olímpico Luzhniki  | Spartak Moscú    | Feyenoord        | 2-2       |
| 2    | 18 de septiembre | Olímpico de Múnich | Bayern de Múnich | Sparta Praga     | 0–0       |
| 3    | 25 de septiembre | Letná Stadium      | Sparta Praga     | Feyenoord        | 4–0       |
| 3    | 25 de septiembre | Olímpico Luzhniki  | Spartak Moscú    | Bayern de Múnich | 1-3       |
| 1    | 10 de octubre    | Letná Stadium      | Sparta Praga     | Spartak Moscú    | 2-0       |
| 1    | 10 de octubre    | De Kuip            | Feyenoord        | Bayern de Múnich | 2–2       |
| 4    | 17 de octubre    | De Kuip            | Feyenoord        | Sparta Praga     | 0-2       |
| 4    | 17 de octubre    | Olímpico de Múnich | Bayern de Múnich | Spartak Moscú    | 5-1       |
| 5    | 23 de octubre    | Olímpico Luzhniki  | Spartak Moscú    | Sparta Praga     | 2–2       |
| 5    | 23 de octubre    | Olímpico de Múnich | Bayern de Múnich | Feyenoord        | 3-1       |
| 6    | 31 de octubre    | Letná Stadium      | Sparta Praga     | Bayern de Múnich | 0-1       |
| 6    | 31 de octubre    | De Kuip            | Feyenoord        | Spartak Moscú    | 2-1       |

## Segunda fase de grupos
El sorteo se realizó el 2 de noviembre del 2001 en Ginebra.
Leyenda:
| Clasificado para cuartos de final |
| Eliminado                         |

### Grupo A
| Pos. | Equipo            | Pts. | PJ | G | E | P | GF | GC | Dif. | Clasificación             |
| ---- | ----------------- | ---- | -- | - | - | - | -- | -- | ---- | ------------------------- |
| 1    | Manchester United | 12   | 6  | 3 | 3 | 0 | 13 | 3  | +10  | Acceso a cuartos de final |
| 2    | Bayern Múnich     | 12   | 6  | 3 | 3 | 0 | 5  | 2  | +3   | Acceso a cuartos de final |
| 3    | Boavista          | 5    | 6  | 1 | 2 | 3 | 2  | 8  | −6   |                           |
| 4    | Nantes Atlantique | 2    | 6  | 0 | 2 | 4 | 4  | 11 | −7   |                           |

 Fuente: [cita requerida]
| Jor. | Fecha           | Estadio               | Local             | Resultado | Visitante         |
| ---- | --------------- | --------------------- | ----------------- | --------- | ----------------- |
| 1    | 20 de noviembre | Estádio do Bessa      | Boavista FC       | 1:0       | FC Nantes         |
| 1    | 20 de noviembre | Olímpico de Múnich    | Bayern de Múnich  | 1:1       | Manchester United |
| 2    | 5 de diciembre  | Stade de la Beaujoire | FC Nantes         | 0:1       | Bayern de Múnich  |
| 2    | 5 de diciembre  | Old Trafford          | Manchester United | 3:0       | Boavista FC       |
| 3    | 20 de febrero   | Estádio do Bessa      | Boavista FC       | 0:0       | Bayern de Múnich  |
| 3    | 20 de febrero   | Stade de la Beaujoire | FC Nantes         | 1:1       | Manchester United |
| 4    | 26 de febrero   | Olímpico de Múnich    | Bayern de Múnich  | 1:0       | Boavista FC       |
| 4    | 26 de febrero   | Old Trafford          | Manchester United | 5:1       | FC Nantes         |
| 5    | 13 de marzo     | Stade de la Beaujoire | FC Nantes         | 1:1       | Boavista FC       |
| 5    | 13 de marzo     | Old Trafford          | Manchester United | 0:0       | Bayern de Múnich  |
| 6    | 19 de marzo     | Estádio do Bessa      | Boavista FC       | 0:3       | Manchester United |
| 6    | 19 de marzo     | Olímpico de Múnich    | Bayern de Múnich  | 2:1       | FC Nantes         |

### Grupo B
| Pos. | Equipo      | Pts. | PJ | G | E | P | GF | GC | Dif. | Clasificación             |
| ---- | ----------- | ---- | -- | - | - | - | -- | -- | ---- | ------------------------- |
| 1    | Barcelona   | 9    | 6  | 2 | 3 | 1 | 7  | 7  | 0    | Acceso a cuartos de final |
| 2    | Liverpool   | 7    | 6  | 1 | 4 | 1 | 4  | 4  | 0    | Acceso a cuartos de final |
| 3    | Roma        | 7    | 6  | 1 | 4 | 1 | 6  | 5  | +1   |                           |
| 4    | Galatasaray | 5    | 6  | 0 | 5 | 1 | 5  | 6  | −1   |                           |

 Fuente: [cita requerida]
| Jor. | Fecha           | Estadio          | Local       | Resultado | Visitante   |
| ---- | --------------- | ---------------- | ----------- | --------- | ----------- |
| 1    | 20 de noviembre | Anfield Road     | Liverpool   | 1:3       | Barcelona   |
| 1    | 20 de noviembre | Ali Sami Yen     | Galatasaray | 1:1       | Roma        |
| 2    | 5 de diciembre  | Camp Nou         | Barcelona   | 2:2       | Galatasaray |
| 2    | 5 de diciembre  | Olímpico de Roma | Roma        | 0:0       | Liverpool   |
| 3    | 20 de febrero   | Anfield Road     | Liverpool   | 0:0       | Galatasaray |
| 3    | 20 de febrero   | Camp Nou         | Barcelona   | 1:1       | Roma        |
| 4    | 26 de febrero   | Ali Sami Yen     | Galatasaray | 1:1       | Liverpool   |
| 4    | 26 de febrero   | Olímpico de Roma | Roma        | 3:0       | Barcelona   |
| 5    | 13 de marzo     | Camp Nou         | Barcelona   | 0:0       | Liverpool   |
| 5    | 13 de marzo     | Olímpico de Roma | Roma        | 1:1       | Galatasaray |
| 6    | 19 de marzo     | Anfield Road     | Liverpool   | 2:0       | Roma        |
| 6    | 19 de marzo     | Ali Sami Yen     | Galatasaray | 0:1       | Barcelona   |

### Grupo C
| Pos. | Equipo        | Pts. | PJ | G | E | P | GF | GC | Dif. | Clasificación             |
| ---- | ------------- | ---- | -- | - | - | - | -- | -- | ---- | ------------------------- |
| 1    | Real Madrid   | 16   | 6  | 5 | 1 | 0 | 14 | 5  | +9   | Acceso a cuartos de final |
| 2    | Panathinaikos | 8    | 6  | 2 | 2 | 2 | 7  | 8  | −1   | Acceso a cuartos de final |
| 3    | Sparta Praga  | 6    | 6  | 2 | 0 | 4 | 6  | 10 | −4   |                           |
| 4    | Porto         | 4    | 6  | 1 | 1 | 4 | 3  | 7  | −4   |                           |

 Fuente: [cita requerida]
| Jor. | Fecha           | Estadio              | Local         | Resultado | Visitante     |
| ---- | --------------- | -------------------- | ------------- | --------- | ------------- |
| 1    | 21 de noviembre | Letná Stadium        | Sparta Praga  | 2:3       | Real Madrid   |
| 1    | 21 de noviembre | Apostolos Nikolaidis | Panathinaikos | 0:0       | Oporto        |
| 2    | 4 de diciembre  | Santiago Bernabéu    | Real Madrid   | 3:0       | Panathinaikos |
| 2    | 4 de diciembre  | Estádio das Antas    | Oporto        | 0:1       | Sparta Praga  |
| 3    | 19 de febrero   | Letná Stadium        | Sparta Praga  | 0:2       | Panathinaikos |
| 3    | 19 de febrero   | Santiago Bernabéu    | Real Madrid   | 1:0       | Oporto        |
| 4    | 27 de febrero   | Apostolos Nikolaidis | Panathinaikos | 2:1       | Sparta Praga  |
| 4    | 27 de febrero   | Estádio das Antas    | Oporto        | 1:2       | Real Madrid   |
| 5    | 12 de marzo     | Santiago Bernabéu    | Real Madrid   | 3:0       | Sparta Praga  |
| 5    | 12 de marzo     | Estádio das Antas    | Porto         | 2:1       | Panathinaikos |
| 6    | 20 de marzo     | Letná Stadium        | Sparta Praga  | 2:0       | Oporto        |
| 6    | 20 de marzo     | Apostolos Nikolaidis | Panathinaikos | 2:2       | Real Madrid   |

### Grupo D
| Pos. | Equipo              | Pts. | PJ | G | E | P | GF | GC | Dif. | Clasificación             |
| ---- | ------------------- | ---- | -- | - | - | - | -- | -- | ---- | ------------------------- |
| 1    | Bayer Leverkusen    | 10   | 6  | 3 | 1 | 2 | 11 | 11 | 0    | Acceso a cuartos de final |
| 2    | Deportivo La Coruña | 10   | 6  | 3 | 1 | 2 | 7  | 6  | +1   | Acceso a cuartos de final |
| 3    | Arsenal             | 7    | 6  | 2 | 1 | 3 | 8  | 8  | 0    |                           |
| 4    | Juventus            | 7    | 6  | 2 | 1 | 3 | 7  | 8  | −1   |                           |

 Fuente: [cita requerida]
| Jor. | Fecha           | Estadio            | Local                  | Resultado | Visitante              |
| ---- | --------------- | ------------------ | ---------------------- | --------- | ---------------------- |
| 1    | 21 de noviembre | Estadio delle Alpi | Juventus               | 4:0       | Bayer Leverkusen       |
| 1    | 21 de noviembre | Riazor             | Deportivo de La Coruña | 2:0       | Arsenal                |
| 2    | 4 de diciembre  | BayArena           | Bayer Leverkusen       | 3:0       | Deportivo de La Coruña |
| 2    | 4 de diciembre  | Highbury Park      | Arsenal                | 3:1       | Juventus               |
| 3    | 19 de febrero   | Estadio delle Alpi | Juventus               | 0:0       | Deportivo de La Coruña |
| 3    | 19 de febrero   | BayArena           | Bayer Leverkusen       | 1:1       | Arsenal                |
| 4    | 27 de febrero   | Riazor             | Deportivo de La Coruña | 2:0       | Juventus               |
| 4    | 27 de febrero   | Highbury Park      | Arsenal                | 4:1       | Bayer Leverkusen       |
| 5    | 12 de marzo     | BayArena           | Bayer Leverkusen       | 3:1       | Juventus               |
| 5    | 12 de marzo     | Highbury Park      | Arsenal                | 0:2       | Deportivo de La Coruña |
| 6    | 20 de marzo     | Estadio delle Alpi | Juventus               | 1:0       | Arsenal                |
| 6    | 20 de marzo     | Riazor             | Deportivo de La Coruña | 1:3       | Bayer Leverkusen       |

## Fase final
Los ocho equipos clasificados disputaron una serie de eliminatorias a ida y vuelta, hasta decidir los dos equipos clasificados para la final de Glasgow. En la tabla se muestran todos los cruces de la fase final. El primer equipo de cada eliminatoria jugó como local el partido de ida, y el segundo jugó en su campo la vuelta. En los resultados se indica el marcador en la ida, seguido del de la vuelta y en negrita el marcador agregado.

La eliminatoria de cuartos de final enfrentó a cada campeón de grupo con un segundo clasificado de un grupo distinto al suyo, con la ventaja de jugar el partido de vuelta como local. El sorteo se realizó el 22 de marzo del 2002 en Nyon.
|  | Cuartos de final                                              | Cuartos de final                                              | Cuartos de final                                              | Cuartos de final                                              | Cuartos de final                                              |   |    | Semifinales                                                             | Semifinales                                                             | Semifinales                                                             | Semifinales                                                             | Semifinales                                                             |  |    | Final                                    | Final                                    | Final                                    |  |
|  | 2 y 3 de abril de 2002 (ida) 9 y 10 de abril de 2002 (vuelta) | 2 y 3 de abril de 2002 (ida) 9 y 10 de abril de 2002 (vuelta) | 2 y 3 de abril de 2002 (ida) 9 y 10 de abril de 2002 (vuelta) | 2 y 3 de abril de 2002 (ida) 9 y 10 de abril de 2002 (vuelta) | 2 y 3 de abril de 2002 (ida) 9 y 10 de abril de 2002 (vuelta) |   |    | 23 y 24 de abril de 2002 (ida) 30 de abril y 1 de mayo de 2002 (vuelta) | 23 y 24 de abril de 2002 (ida) 30 de abril y 1 de mayo de 2002 (vuelta) | 23 y 24 de abril de 2002 (ida) 30 de abril y 1 de mayo de 2002 (vuelta) | 23 y 24 de abril de 2002 (ida) 30 de abril y 1 de mayo de 2002 (vuelta) | 23 y 24 de abril de 2002 (ida) 30 de abril y 1 de mayo de 2002 (vuelta) |  |    | 15 de mayo de 2002 Hampden Park, Glasgow | 15 de mayo de 2002 Hampden Park, Glasgow | 15 de mayo de 2002 Hampden Park, Glasgow |  |
|  |                                                               |                                                               |                                                               |                                                               |                                                               |   |    |                                                                         |                                                                         |                                                                         |                                                                         |                                                                         |  |    |                                          |                                          |                                          |  |
|  |                                                               |                                                               |                                                               |                                                               |                                                               |   |    |                                                                         |                                                                         |                                                                         |                                                                         |                                                                         |  |    |                                          |                                          |                                          |  |
|  | 2D                                                            | Deportivo La Coruña                                           | 0                                                             | 2                                                             | 2                                                             |   |    |                                                                         |                                                                         |                                                                         |                                                                         |                                                                         |  |    |                                          |                                          |                                          |  |
|  | 2D                                                            | Deportivo La Coruña                                           | 0                                                             | 2                                                             | 2                                                             |   |    |                                                                         |                                                                         |                                                                         |                                                                         |                                                                         |  |    |                                          |                                          |                                          |  |
|  | 1A                                                            | Manchester United                                             | 2                                                             | 3                                                             | 5                                                             |   |    |                                                                         |                                                                         |                                                                         |                                                                         |                                                                         |  |    |                                          |                                          |                                          |  |
|  | 1A                                                            | Manchester United                                             | 2                                                             | 3                                                             | 5                                                             |   | 1A | Manchester United                                                       | 2                                                                       | 1                                                                       | 3                                                                       |                                                                         |  |    |                                          |                                          |                                          |  |
|  |                                                               |                                                               |                                                               |                                                               |                                                               |   | 1A | Manchester United                                                       | 2                                                                       | 1                                                                       | 3                                                                       |                                                                         |  |    |                                          |                                          |                                          |  |
|  |                                                               |                                                               | 1D                                                            | Bayer Leverkusen (v.)                                         | 2                                                             | 1 | 3  |                                                                         |                                                                         |                                                                         |                                                                         |                                                                         |  |    |                                          |                                          |                                          |  |
|  | 2B                                                            | Liverpool                                                     | 1D                                                            | Bayer Leverkusen (v.)                                         | 2                                                             | 1 | 3  | 1                                                                       | 2                                                                       | 3                                                                       |                                                                         |                                                                         |  |    |                                          |                                          |                                          |  |
|  | 2B                                                            | Liverpool                                                     |                                                               |                                                               |                                                               |   |    |                                                                         |                                                                         | 3                                                                       |                                                                         |                                                                         |  |    |                                          |                                          |                                          |  |
|  | 1D                                                            | Bayer Leverkusen                                              | 0                                                             | 4                                                             | 4                                                             |   |    |                                                                         |                                                                         |                                                                         |                                                                         |                                                                         |  |    |                                          |                                          |                                          |  |
|  | 1D                                                            | Bayer Leverkusen                                              | 0                                                             | 4                                                             | 4                                                             |   |    |                                                                         |                                                                         |                                                                         |                                                                         |                                                                         |  | 1D | Bayer Leverkusen                         | 1                                        |                                          |  |
|  |                                                               |                                                               |                                                               |                                                               |                                                               |   |    |                                                                         |                                                                         |                                                                         |                                                                         |                                                                         |  | 1D | Bayer Leverkusen                         | 1                                        |                                          |  |
|  |                                                               |                                                               | 1C                                                            | Real Madrid                                                   | 2                                                             |   |    |                                                                         |                                                                         |                                                                         |                                                                         |                                                                         |  |    |                                          |                                          |                                          |  |
|  | 2C                                                            | Panathinaikos                                                 | 1C                                                            | Real Madrid                                                   | 2                                                             | 1 | 1  | 2                                                                       |                                                                         |                                                                         |                                                                         |                                                                         |  |    |                                          |                                          |                                          |  |
|  | 2C                                                            | Panathinaikos                                                 |                                                               |                                                               |                                                               |   |    |                                                                         |                                                                         |                                                                         |                                                                         |                                                                         |  |    |                                          |                                          |                                          |  |
|  | 1B                                                            | Barcelona                                                     | 0                                                             | 3                                                             | 3                                                             |   |    |                                                                         |                                                                         |                                                                         |                                                                         |                                                                         |  |    |                                          |                                          |                                          |  |
|  | 1B                                                            | Barcelona                                                     | 0                                                             | 3                                                             | 3                                                             |   | 1B | Barcelona                                                               | 0                                                                       | 1                                                                       | 1                                                                       |                                                                         |  |    |                                          |                                          |                                          |  |
|  |                                                               |                                                               |                                                               |                                                               |                                                               |   | 1B | Barcelona                                                               | 0                                                                       | 1                                                                       | 1                                                                       |                                                                         |  |    |                                          |                                          |                                          |  |
|  |                                                               |                                                               | 1C                                                            | Real Madrid                                                   | 2                                                             | 1 | 3  |                                                                         |                                                                         |                                                                         |                                                                         |                                                                         |  |    |                                          |                                          |                                          |  |
|  | 2A                                                            | Bayern Múnich                                                 | 1C                                                            | Real Madrid                                                   | 2                                                             | 1 | 3  | 2                                                                       | 0                                                                       | 2                                                                       |                                                                         |                                                                         |  |    |                                          |                                          |                                          |  |
|  | 2A                                                            | Bayern Múnich                                                 |                                                               |                                                               |                                                               |   |    |                                                                         |                                                                         | 2                                                                       |                                                                         |                                                                         |  |    |                                          |                                          |                                          |  |
|  | 1C                                                            | Real Madrid                                                   | 1                                                             | 2                                                             | 3                                                             |   |    |                                                                         |                                                                         |                                                                         |                                                                         |                                                                         |  |    |                                          |                                          |                                          |  |
|  | 1C                                                            | Real Madrid                                                   | 1                                                             | 2                                                             | 3                                                             |   |    |                                                                         |                                                                         |                                                                         |                                                                         |                                                                         |  |    |                                          |                                          |                                          |  |
|  |                                                               |                                                               |                                                               |                                                               |                                                               |   |    |                                                                         |                                                                         |                                                                         |                                                                         |                                                                         |  |    |                                          |                                          |                                          |  |

### Cuartos de final
| 2 de abril de 2002 | Bayern de Múnich            | 2:1 (0:1) | Real Madrid | Olympiastadion, Múnich                                  |                                                         |
|                    | Effenberg 82' · Pizarro 88' |           | Geremi 11'  | Asistencia: 60 000 espectadores Árbitro(s): Hugh Dallas | Asistencia: 60 000 espectadores Árbitro(s): Hugh Dallas |

| 10 de abril de 2002 | Real Madrid             | 2:0 (0:0) | Bayern de Múnich | Estadio Santiago Bernabéu, Madrid                           |                                                             |
|                     | Helguera 69' · Guti 85' |           |                  | Asistencia: 75 328 espectadores Árbitro(s): Stefano Braschi | Asistencia: 75 328 espectadores Árbitro(s): Stefano Braschi |

| 2 de abril de 2002 | Deportivo de La Coruña | 0:2 (0:2) | Manchester United                | Estadio de Riazor, La Coruña                               |                                                            |
|                    |                        |           | Beckham 15' · van Nistelrooy 41' | Asistencia: 30 000 espectadores Árbitro(s): Kyros Vassaras | Asistencia: 30 000 espectadores Árbitro(s): Kyros Vassaras |

| 10 de abril de 2002 | Manchester United             | 3:2 (1:1) | Deportivo de La Coruña      | Old Trafford, Mánchester                                |                                                         |
|                     | Solskjær 23', 56' · Giggs 69' |           | Blanc 45' · Djalminha 90+1' | Asistencia: 67 000 espectadores Árbitro(s): Markus Merk | Asistencia: 67 000 espectadores Árbitro(s): Markus Merk |

| 3 de abril de 2002 | Panathinaikos | 1:0 (0:0) | Barcelona | Apostolos Nikolaidis, Atenas                            |                                                         |
|                    | Basinas 79'   |           |           | Asistencia: 16 500 espectadores Árbitro(s): Terje Hauge | Asistencia: 16 500 espectadores Árbitro(s): Terje Hauge |

| 9 de abril de 2002 | Barcelona                           | 3:1 (1:1) | Panathinaikos   | Camp Nou, Barcelona                                   |                                                       |
|                    | Luis Enrique 23', 49' · Saviola 61' |           | Konstantinou 8' | Asistencia: 77 000 espectadores Árbitro(s): Urs Meier | Asistencia: 77 000 espectadores Árbitro(s): Urs Meier |

| 3 de abril de 2002 | Liverpool  | 1:0 (1:0) | Bayer Leverkusen | Anfield Road, Liverpool                                  |                                                          |
|                    | Hyypiä 44' |           |                  | Asistencia: 42 454 espectadores Árbitro(s): Anders Frisk | Asistencia: 42 454 espectadores Árbitro(s): Anders Frisk |

| 9 de abril de 2002 | Bayer Leverkusen                            | 4:2 (1:1) | Liverpool                      | BayArena, Leverkusen                                      |                                                           |
|                    | Ballack 16', 64' · Berbatov 68' · Lúcio 84' |           | Abel Xavier 42' · Litmanen 79' | Asistencia: 22 500 espectadores Árbitro(s): Vitor Pereira | Asistencia: 22 500 espectadores Árbitro(s): Vitor Pereira |

### Semifinales
| 23 de abril de 2002 | Barcelona | 0:2 (0:0) | Real Madrid                  | Camp Nou, Barcelona                                      |                                                          |
|                     |           |           | Zidane 55' · McManaman 90+2' | Asistencia: 98 260 espectadores Árbitro(s): Anders Frisk | Asistencia: 98 260 espectadores Árbitro(s): Anders Frisk |

| 1 de mayo de 2002 | Real Madrid | 1:1 (1:0) | Barcelona    | Estadio Santiago Bernabéu, Madrid                             |                                                               |
|                   | Raúl 43'    |           | Helguera 49' | Asistencia: 80 000 espectadores Árbitro(s): Pierluigi Collina | Asistencia: 80 000 espectadores Árbitro(s): Pierluigi Collina |

| 24 de abril de 2002 | Manchester United                 | 2:2 (1:0) | Bayer Leverkusen           | Old Trafford, Mánchester                                 |                                                          |
|                     | Živković 29' · van Nistelrooy 67' |           | Ballack 62' · Neuville 75' | Asistencia: 68 000 espectadores Árbitro(s): Ľuboš Micheľ | Asistencia: 68 000 espectadores Árbitro(s): Ľuboš Micheľ |

| 30 de abril de 2002 | Bayer Leverkusen | 1:1 (1:1) | Manchester United | BayArena, Leverkusen                                           |                                                                |
|                     | Neuville 45+2'   |           | Keane 28'         | Asistencia: 22 500 espectadores Árbitro(s): Kim Milton Nielsen | Asistencia: 22 500 espectadores Árbitro(s): Kim Milton Nielsen |

### Final
| 1          | POR        | Jörg Butt        |       |
| 26         | DEF        | Zoltán Sebescen  | 65'   |
| 6          | DEF        | Boris Živković   |       |
| 19         | DEF        | Lúcio            | 90+1' |
| 35         | DEF        | Diego Placente   |       |
| 28         | MED        | Carsten Ramelow  |       |
| 25         | MED        | Bernd Schneider  |       |
| 13         | MED        | Michael Ballack  |       |
| 23         | MED        | Thomas Brdarić   | 39'   |
| 10         | DEL        | Yıldıray Baştürk |       |
| 27         | DEL        | Oliver Neuville  |       |
| Entrenador | Entrenador | Klaus Toppmöller |       |

| 13         | POR        | César Sánchez Domínguez | 68' |
| 2          | DEF        | Míchel Salgado          |     |
| 4          | DEF        | Fernando Hierro         |     |
| 6          | DEF        | Iván Helguera           |     |
| 3          | DEF        | Roberto Carlos          |     |
| 24         | MED        | Claude Makélélé         | 73' |
| 10         | MED        | Luís Figo               | 61' |
| 21         | MED        | Santiago Solari         |     |
| 5          | MED        | Zinedine Zidane         |     |
| 7          | DEL        | Raúl González           |     |
| 9          | DEL        | Fernando Morientes      |     |
| Entrenador | Entrenador | Vicente del Bosque      |     |

| 12 | DEL | Dimitar Berbatov | 39'   |
| 9  | DEL | Ulf Kirsten      | 65'   |
| 3  | DEF | Marko Babić      | 90+1' |

| 8  | MED | Steve McManaman  | 61' |
| 1  | POR | Iker Casillas    | 68' |
| 16 | MED | Flávio Conceição | 73' |

| Anotado | 14' | Lúcio | 1–1 |

| Anotado | 8'  | Raúl González   | 0-1 |
| Anotado | 45' | Zinedine Zidane | 1-2 |

| Amonestado | 47'+2 | Míchel Salgado |
| Amonestado | 89'   | Roberto Carlos |

| Árbitro             | Urs Meier          |
| Árbitros asistentes | Felix Zueger       |
| Árbitros asistentes | Francesco Buragina |
| Cuarto árbitro      | Massimo Busacca    |

| 1          | POR        | Jörg Butt        |       |
| 26         | DEF        | Zoltán Sebescen  | 65'   |
| 6          | DEF        | Boris Živković   |       |
| 19         | DEF        | Lúcio            | 90+1' |
| 35         | DEF        | Diego Placente   |       |
| 28         | MED        | Carsten Ramelow  |       |
| 25         | MED        | Bernd Schneider  |       |
| 13         | MED        | Michael Ballack  |       |
| 23         | MED        | Thomas Brdarić   | 39'   |
| 10         | DEL        | Yıldıray Baştürk |       |
| 27         | DEL        | Oliver Neuville  |       |
| Entrenador | Entrenador | Klaus Toppmöller |       |

| 13         | POR        | César Sánchez Domínguez | 68' |
| 2          | DEF        | Míchel Salgado          |     |
| 4          | DEF        | Fernando Hierro         |     |
| 6          | DEF        | Iván Helguera           |     |
| 3          | DEF        | Roberto Carlos          |     |
| 24         | MED        | Claude Makélélé         | 73' |
| 10         | MED        | Luís Figo               | 61' |
| 21         | MED        | Santiago Solari         |     |
| 5          | MED        | Zinedine Zidane         |     |
| 7          | DEL        | Raúl González           |     |
| 9          | DEL        | Fernando Morientes      |     |
| Entrenador | Entrenador | Vicente del Bosque      |     |

| 12 | DEL | Dimitar Berbatov | 39'   |
| 9  | DEL | Ulf Kirsten      | 65'   |
| 3  | DEF | Marko Babić      | 90+1' |

| 8  | MED | Steve McManaman  | 61' |
| 1  | POR | Iker Casillas    | 68' |
| 16 | MED | Flávio Conceição | 73' |

| Anotado | 14' | Lúcio | 1–1 |

| Anotado | 8'  | Raúl González   | 0-1 |
| Anotado | 45' | Zinedine Zidane | 1-2 |

| Amonestado | 47'+2 | Míchel Salgado |
| Amonestado | 89'   | Roberto Carlos |

| Árbitro             | Urs Meier          |
| Árbitros asistentes | Felix Zueger       |
| Árbitros asistentes | Francesco Buragina |
| Cuarto árbitro      | Massimo Busacca    |

|                                      |
| Bandera de España                    |
| Campeón Real Madrid C. F. 9.º título |

## Rendimiento general
| Pos. | Equipo              | Pts. | PJ | G  | E | P | GF | GC | Dif. | Rend.  |
| ---- | ------------------- | ---- | -- | -- | - | - | -- | -- | ---- | ------ |
| 1    | Real Madrid         | 39   | 17 | 12 | 3 | 2 | 35 | 14 | +21  | 76.47% |
| 2    | Bayer Leverksuen    | 27   | 17 | 8  | 3 | 6 | 29 | 28 | +8   | 52.94% |
|      |                     |      |    |    |   |   |    |    |      |        |
| 3    | Manchester United   | 30   | 16 | 8  | 6 | 2 | 31 | 14 | +17  | 62.5%  |
| 4    | Barcelona           | 28   | 16 | 8  | 4 | 4 | 23 | 17 | +6   | 58.33% |
|      |                     |      |    |    |   |   |    |    |      |        |
| 5    | Bayern Múnich       | 29   | 14 | 8  | 5 | 1 | 21 | 10 | +11  | 69.05% |
| 6    | Panathinaikos       | 23   | 14 | 7  | 2 | 5 | 17 | 14 | +3   | 54.76% |
| 7    | Liverpool           | 22   | 14 | 5  | 7 | 2 | 14 | 11 | +3   | 52.38% |
| 8    | Deportivo La Coruña | 20   | 14 | 5  | 5 | 4 | 19 | 19 | 0    | 47.62% |
|      |                     |      |    |    |   |   |    |    |      |        |
| 9    | Juventus            | 18   | 12 | 5  | 3 | 4 | 18 | 16 | +2   | 50%    |
| 10   | Sparta Praga        | 17   | 12 | 5  | 2 | 5 | 16 | 13 | +3   | 47.22% |
| 11   | Roma                | 16   | 12 | 3  | 7 | 2 | 12 | 10 | +2   | 44.44% |
| 12   | Arsenal             | 16   | 12 | 5  | 1 | 6 | 17 | 17 | 0    | 44.44% |
| 13   | Galatarasary        | 15   | 12 | 3  | 6 | 3 | 10 | 10 | 0    | 41.67% |
| 14   | Porto               | 14   | 12 | 4  | 2 | 6 | 10 | 12 | −2   | 38.89% |
| 15   | Nantes Atlantique   | 13   | 12 | 3  | 4 | 5 | 12 | 14 | −2   | 36.11% |
| 16   | Boavista            | 13   | 12 | 3  | 4 | 5 | 10 | 15 | −5   | 36.11% |
|      |                     |      |    |    |   |   |    |    |      |        |
| 17   | Olympique de Lyon   | 9    | 6  | 3  | 0 | 3 | 10 | 9  | +1   | 50%    |
| 18   | Celtic              | 9    | 6  | 3  | 0 | 3 | 8  | 11 | −3   | 50%    |
| 19   | Mallorca            | 9    | 6  | 3  | 0 | 3 | 4  | 9  | −5   | 50%    |
| 20   | Borussia Dortmund   | 8    | 6  | 2  | 2 | 2 | 6  | 7  | −1   | 44.44% |
| 21   | Lokomotiv Moscú     | 7    | 6  | 2  | 1 | 3 | 9  | 9  | 0    | 38.89% |
| 22   | PSV Eindhoven       | 7    | 6  | 2  | 1 | 3 | 6  | 9  | −3   | 38.89% |
| 23   | Schalke 04          | 6    | 6  | 2  | 0 | 4 | 9  | 9  | 0    | 33.33% |
| 24   | Lille               | 6    | 6  | 1  | 3 | 2 | 7  | 7  | 0    | 33.33% |
| 25   | Lazio               | 6    | 6  | 2  | 0 | 4 | 4  | 7  | −3   | 33.33% |
| 26   | Olympiacos          | 5    | 6  | 1  | 2 | 3 | 6  | 12 | −6   | 27.78% |
| 27   | Feyenoord           | 5    | 6  | 1  | 2 | 3 | 7  | 14 | −7   | 27.78% |
| 28   | Rosenborg           | 4    | 6  | 1  | 1 | 4 | 4  | 6  | −2   | 22.22% |
| 29   | Dinamo de Kiev      | 4    | 6  | 1  | 1 | 4 | 5  | 9  | −4   | 22.22% |
| 30   | Anderlecht          | 3    | 6  | 0  | 3 | 3 | 4  | 13 | −9   | 16.67% |
| 31   | Spartak de Moscú    | 2    | 6  | 0  | 2 | 4 | 7  | 16 | −9   | 11.11% |
| 32   | Fenerbahçe          | 0    | 6  | 0  | 0 | 6 | 3  | 12 | −9   | 0%     |

## Jugadores premiados por la UEFA
| Jugadores premiados  | Jugadores premiados                |
| -------------------- | ---------------------------------- |
| Mejor jugador        | Zinedine Zidane (Real Madrid)      |
| Mejor portero        | Oliver Kahn (Bayern de Múnich)     |
| Mejor defensa        | Roberto Carlos (Real Madrid)       |
| Mejor centrocampista | Michael Ballack (Bayer Leverkusen) |
| Mejor delantero      | Raúl González (Real Madrid)        |